# Mojuí dos Campos
Mojuí dos Campos is een gemeente in de Braziliaanse deelstaat Pará. De gemeente telt 16.184 inwoners (schatting 2020).

## Geografie

### Hydrografie
De rivier Moju dos Campos stroomt door de plaats en mondt uit in het stuwmeer van de rivier Curuá Una. 

### Aangrenzende gemeenten
De gemeente grenst aan Belterra, Placas, Santarém en Uruará.

## Verkeer en vervoer

### Wegen
Mojuí dos Campos is via de hoofdweg PA-431 verbonden met de hoofdweg BR-163 met Santarém en met de hoofdweg PA-370 met Uruará.